# بگلی (آیووا)
بگلی (به انگلیسی: Bagley) شهری در ایالت آیووا کشور ایالات متحده آمریکا است که جمعیت آن در سرشماری سال ۲۰۱۰ میلادی، ۳۰۳ نفر بوده‌است.